# Is It True?

Is It True? est une chanson écrite et composée par Óskar Páll Sveinsson et interprétée par la chanteuse islandaise Yohanna, représentant l'Islande au Concours Eurovision de la chanson 2009 à Moscou.

## Charts
| Chart (2009)                  | place position |
| ----------------------------- | -------------- |
| Belgian Flanders Chart        | 23             |
| Belgian Wallonia Chart        | 65             |
| Danish Singles Chart          | 16             |
| Estonian Airplay Chart        | 33             |
| European Hot 100 Singles      | 14             |
| Finnish Singles Chart         | 4              |
| Greek Billboard Singles Chart | 4              |
| Icelandic Singles Chart       | 1              |
| Irish Singles Chart           | 28             |
| Norwegian Singles Chart       | 3              |
| Russian Airplay Chart         | 121            |
| Slovakian IFPI Singles Chart  | 84             |
| Swedish Singles Chart         | 2              |
| Swiss Singles Chart           | 9              |
| UK Singles Chart              | 49             |

### Ventes et certifications
| Chart | Certification | Sales/Shipments |
| ----- | ------------- | --------------- |
| Suède | Gold          | 10 000          |